# Плотниково (Омская область)
Плотниково — деревня в Колосовском районе Омской области. В составе Чапаевского сельского поселения.

## История
Основана в 1641 г. В 1928 году состояла из 61 хозяйства, основное население — русские. В составе Кубринского сельсовета Нижне-Колосовском районе Тарского округа Сибирского края.

## Население
| 1926 | 2010 |
| ---- | ---- |
| 299  | ↘78  |